# فرانتس پان

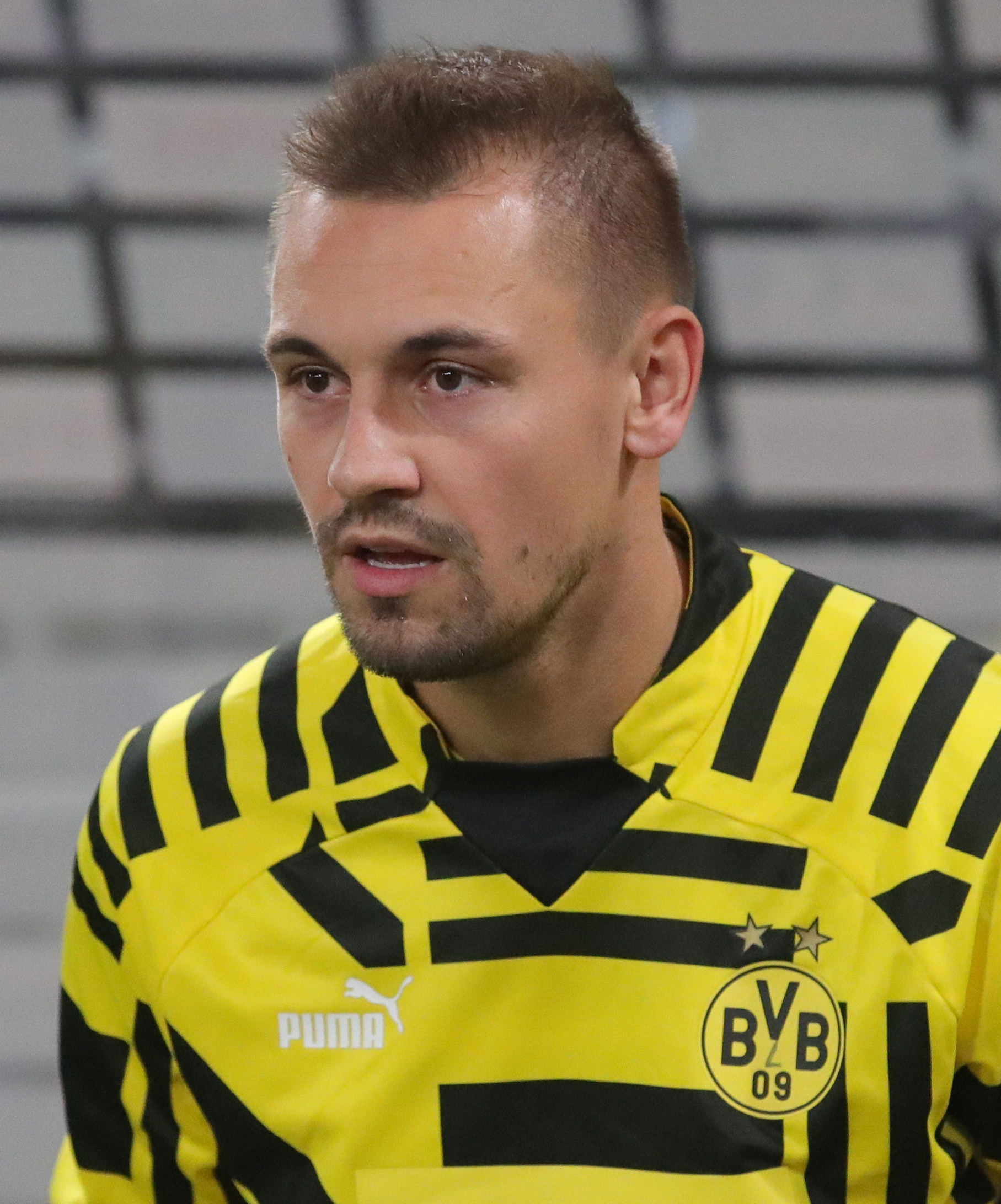
فرانتس پان در سال ۲۰۲۲

فرانتس پان (انگلیسی: Franz Pfanne؛ زادهٔ ۱۰ دسامبر ۱۹۹۴) بازیکن فوتبال اهل آلمان است.
از باشگاه‌هایی که در آن بازی کرده‌است می‌توان به باشگاه فوتبال دینامو درسدن اشاره کرد.